# Megistophylla dolichocera
Megistophylla dolichocera är en skalbaggsart som beskrevs av Gilbert John Arrow 1925. Megistophylla dolichocera ingår i släktet Megistophylla och familjen Melolonthidae. Inga underarter finns listade i Catalogue of Life.